# میرتن
میرتن (به هلندی: Meerten) یک منطقهٔ مسکونی در هلند است که در بورن (هلند) واقع شده‌است.